# 금융보안연구원
금융보안연구원은 금융권 해킹사고 예방 및 대응을 위한 취약성 분석 및 점검, 금융정보보호제품 등에 대한 금융보안적합성 시험수행, 금융권 정보보호전문가 양성을 위한 금융정보보호아카데미 운영, 안전한 전자금융거래를 위한 대국민홍보 등 대한민국 국내 금융 부문의 보안강화에 대한 정보보호활동을 하는 연구기관이다. 서울특별시 영등포구 의사당대로 143 금융투자협회빌딩 8, 9층에 위치하고 있으며, OTP(One Time Password)통합인증센터는 서울특별시 마포구 상암동 디지털미디어시티 B5-3 상암IT센터 10층에 위치하고 있다. 2015년 금융보안원으로 통합되었다.

## 설립 배경
2005년 5월 대한민국 최초로 발생한 인터넷뱅킹 해킹사고를 계기로 금융보안전담기구와 OTP 통합인증센터 설립 등을 주요 내용으로 하는 전자금융거래 안전성강화 종합대책을 산업자원부, 정보통신부, 금융감독위원회 등이 공동으로 수립하여, 2005년 9월 경제 정책조정회의에 보고 이후, 금융회사들을 중심으로 논의를 거쳐 비영리법인 형태의 금융보안연구원이 설립되었다.

## 조직
- 자문위원회
  - 경영자문협의회
  - 보안전문기술위원회
  - OTP운영위원회

- 기획조정본부
  - 기획총괄팀
  - 금융보안교육센터
    - 교육홍보팀
    - 교육운영팀
- 정보보안본부
  - 보안관리연구팀
  - 보안기술연구팀
- 보안서비스본부
  - 보안기술지원팀
  - 침해대응지원팀
  - 시험평가팀
- 인증서비스본부
  - 인증기술팀
  - OTP통합인증팀
- 경영관리실

## 연혁
- 2005년  9월 전자금융거래 안전성강화 대책 수립
- 2006년  1월 설립추진위원회 및 실무추진반 구성, 운영
- 2006년  6월 금융보안연구원 창립총회(비영리 사단법인)
- 2006년  9월 금융감독위원회 설립 허가
- 2006년 10월 설립 등기
- 2006년 12월 금융보안연구원 개원식
- 2007년  1월 OTP 통합인증센터 운영위원회 개설, KFCERT(Korea Financial CERT) 구축
- 2007년 12월 OTP통합인증센터 개소
- 2007년  1월 금융정보보호협의회 사무국 운영(금융감독원으로부터 이관), OTP 업체 통합운영체제 가동
- 2009년  6월 OTP재해복구(DR)센터 구축
- 2011년  2월 OTP통합인증기술 'ITU-T 국제표준' 채택
- 2011년  5월 전자금융거래 관련 '인증방법 평가기관' 최초 선정
- 2012년  3월 국제공인시험기관 인정 획득
- 2015년  4월 금융보안원에 기관 통합

## 같이 보기
- 금융보안원
- 금융위원회
- 금융감독원
- 방송통신위원회